# Hôtel de Littera
 (décembre 2019).
L’hôtel de Littera, parfois appelé Hôtel d'Albert-Saint-Hypolite, est un hôtel particulier situé au n° 7 de la rue Littera à Aix-en-Provence, dans le département des Bouches-du-Rhône et la région Provence-Alpes-Côte d'Azur, en France.

## Histoire
Le bâtiment fut construit au XVIIe siècle pour Guillaume de Littera, qui était prévôt de l'église voisine Saint-Sauveur.

## Architecture
La porte d'entrée du bâtiment est d'époque et de style Louis XIV. On peut la décrire ainsi : à chutes de guirlandes de laurier ; possédant une imposte transformée et vitrée postérieurement avec sa ferronnerie.
Cette porte d'entrée est flanquée de deux pilastres à chapiteaux composites, avec des écoinçons à feuillage d'acanthe. Corniches à denticules.
À l'intérieur, l'hôtel particulier conserve deux salons et un boudoir en polygone de couleur vert céladon. Le boudoir est surmonté d'un dôme que surmonte une rosace.
Le bâtiment ne fait actuellement l'objet d'aucune protection patrimoniale.